# Museu Rafael Casanova
El Museu Rafael Casanova o Museu de Moià és un museu ubicat a la casa on va néixer Rafael Casanova, al centre de Moià (Moianès), que aplega informació biogràfica del personatge, el reataule del Roser de Moià del segle xvii i col·leccions arqueològiques relacionades sobretot amb la Cova del Toll, l'arxiu municipal a la planta baixa i acull també exposicions temporals.

## Edifici
El museu s'ubica a la casa del qui fou Conseller en cap de la Ciutat de Barcelona i heroi de la defensa d'aquesta durant el setge de la ciutat per part de les tropes borbòniques el 1714. A partir del segle xix la casa mantingué sempre un caràcter semipúblic. Fou utilitzada alternativament com a quarter per tropes franceses i espanyoles durant les guerres napoleòniques, fou seu de l'ajuntament de la vila i fou utilitzada durant llargs períodes com a residència de sacerdots membres de la Comunitat de Preveres de Moià. Fou també escola i ja en el segle XX seu de la Lliga de Defensa de l'Arbre Fruiter (1905) de la Caixa Rural i d'Estalvis de Moià (1909), del Centre de Cultura Popular, de l'Institut de Cultura de la Dona (1935) i finalment seu del Museu de Moià a partir de 1935.

## Descripció
Actualment una exposició permanent dedicada a la figura de Rafael Casanova/ Guerra de Successió. També hi ha una exposició amb les restes arqueològiques i paleontològiques recuperades principalment als jaciments de la Cova del Toll, Toixoneres, Balma del Gaii d'altres del municipi. També s'hi celebren exposicions temporals.

## Galeria d'imatges

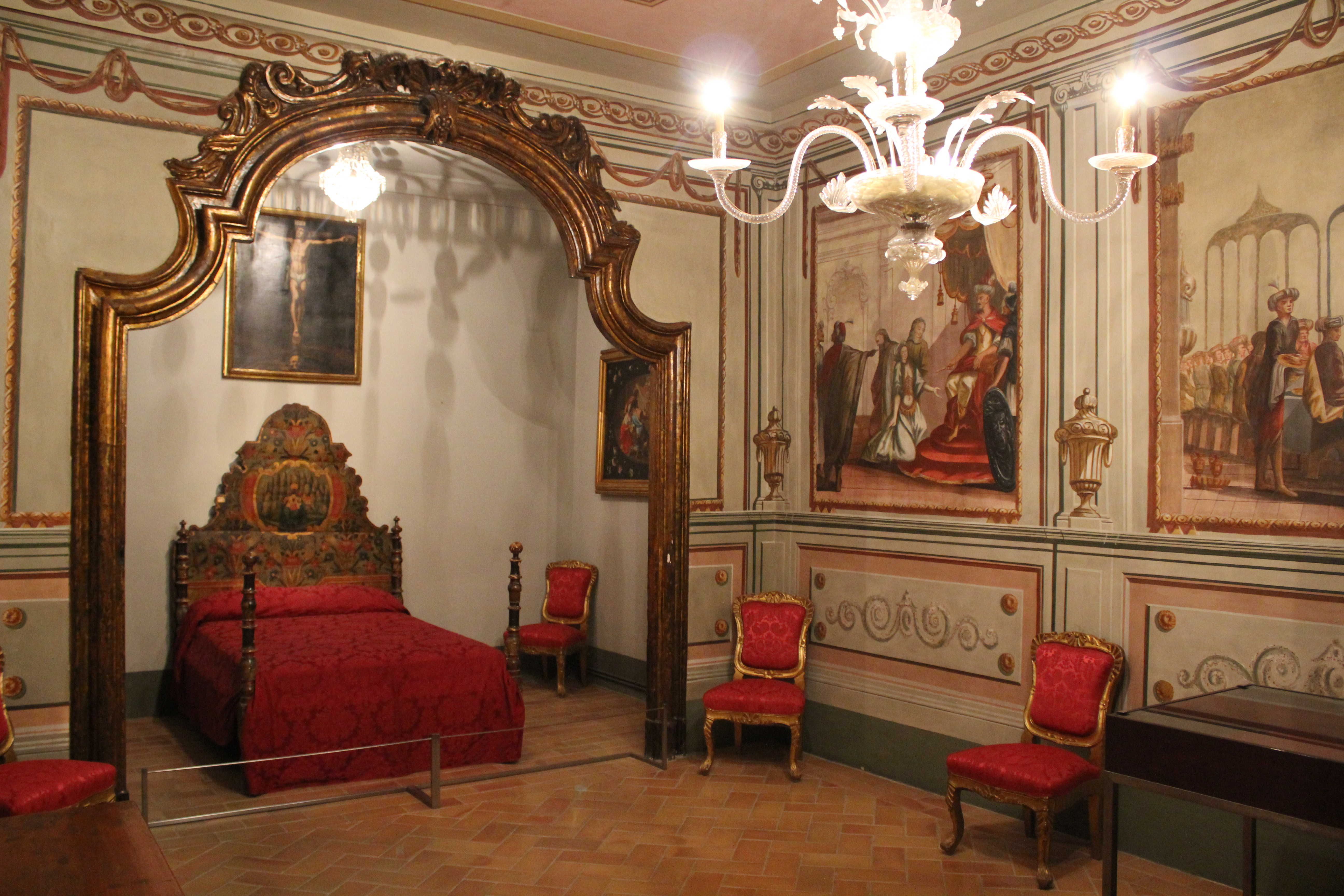
Detall del Museu de Moià
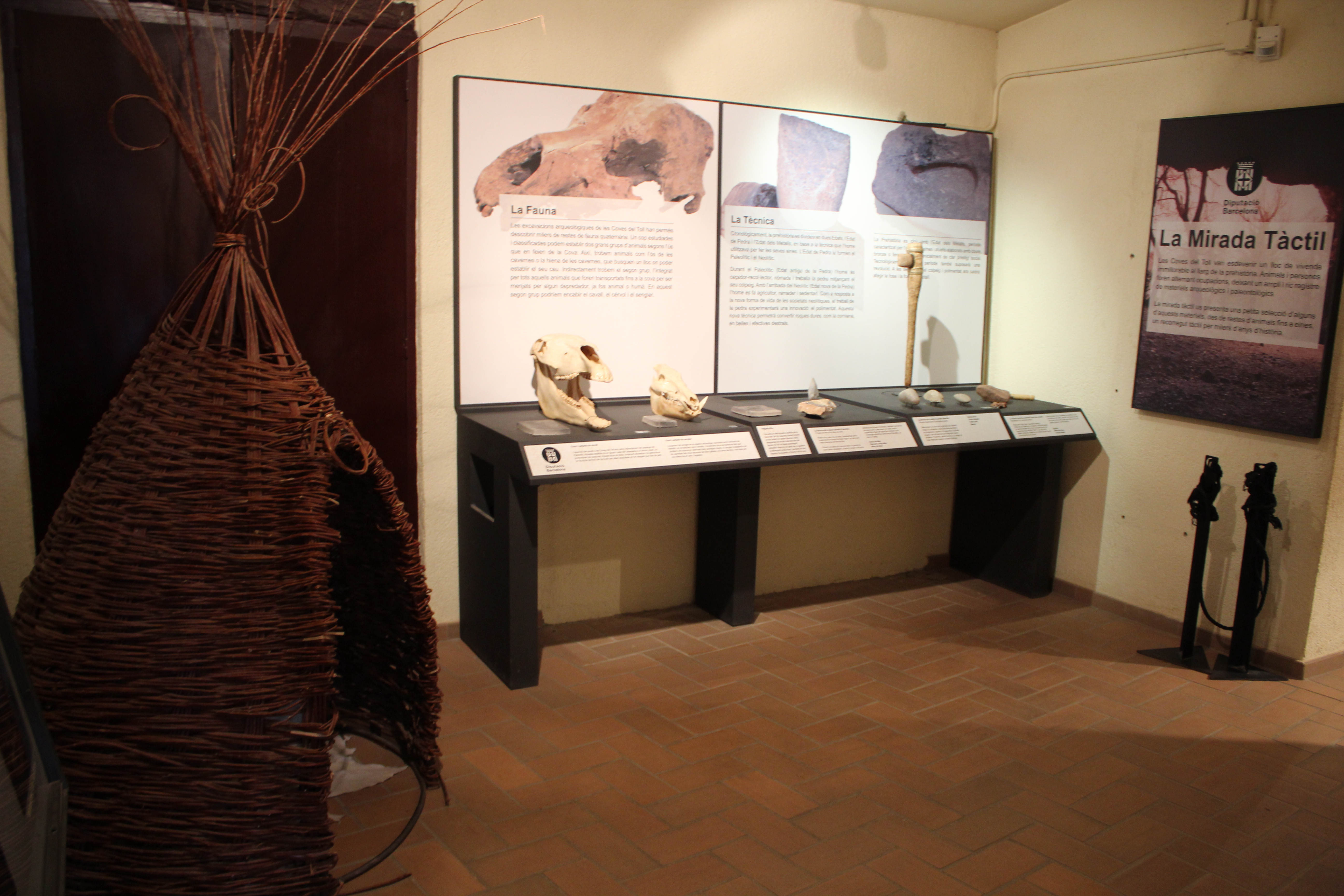
Detall del Museu de Moià
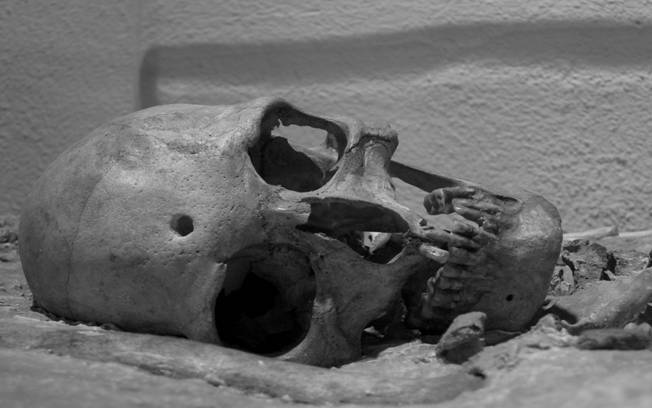
Detall del Museu de Moià